# ALT Linux Team
ALT Linux Team (ALT — рекурсивная аббревиатура, команда ALT Linux) — сообщество, объединяющее разработчиков свободного программного обеспечения, работающих над проектами, связанными с репозиторием Сизиф и дистрибутивами ALT Linux.
В него входят разработчики из России, Белоруссии, Украины, Казахстана, Румынии и Бразилии. Команда ALT, занимающаяся сборкой и поддержкой пакетов в репозитории, насчитывает около 250 человек. Сообщество пользователей — более тысячи человек в телеграм-канале, более 15 тысяч зарегистрировавшихся на форуме. Команда тесно сотрудничает с российской компанией «Базальт СПО» (ранее — «Альт Линукс»).

## Разработка
Основным объектом и одновременно инструментом разработки сообщества является репозиторий программных продуктов Сизиф — как само хранилище, так и система сборки, проверки качества и публикации пакетов (т. н. «сборочница»). Все собственные разработки сообщества и многие персональные проекты участников ALT также ведутся в рамках репозитория и сборочницы, т. к. это позволяет воспользоваться её техническими преимуществами и поместить пакет в дистрибутив.
На основе Сизифа выпускаются т. н. «регулярные сборки» — установочные образы системы в различных конфигурациях (от «пустой системы» и минимального образа до сервера разработки и всевозможных десктоп-окружений), для нескольких аппаратных архитектур (на время правки — 15 вариантов конфигураций, некоторые из них — для пяти архитектур:  i586, x86_64, aarch64, armh и mipsel). На основе последней стабильной ветки репозитория («платформы») выпускаются аналогичные по свойствам сборки — «стартовые наборы». «Регулярки» и «стартеркиты» выходят в полуавтоматическом режиме, предназначены для ознакомления, своевременного тестирования процедуры сборки дестрибутивов и — при надлежащем опыте — развёртывания операционных систем. Полноценными дистрибутивами они не являются. На базе той же последней стабильной платформы выпускает свои дистрибутивы компания «Базальт СПО». 
Собственные разработки ALT Linux Team распространяются под свободными лицензиями (недоступная ссылка). Среди его участников есть и разработчики основных компонентов Linux.

## История
Сообщество ALT Linux Team образовалось в Москве, в 2001 году из проекта IPLabs Linux Team. Помимо основной задачи — развития репозитория — ALT, тесно взаимодействуя и в известной степени пересекаясь с сообществом вокруг сайта Linux.Ru.Net (архивировано 2010г.), команда занималась популяризацией Linux, кроссплатформенного свободного ПО, и свободного лицензирования в целом. Выпускались сборники со свободно распространяемой музыкой , проводился подмосковный слёт LinuxFest, выпускался «коробочный» сборник программ для Windows «Свободный офис» и т. п.
В настоящее время под эгидой сообщества продолжают выходить книги под свободными лицензиями.